# Florí neerlandès

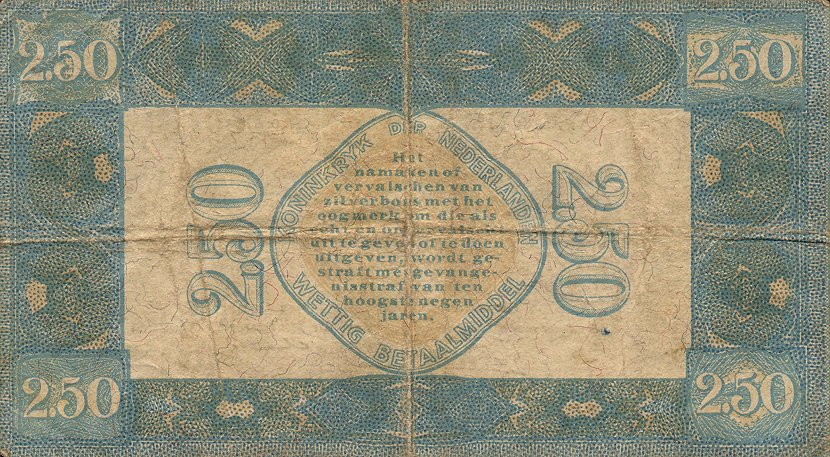
Bitllet de 2,50 florins de 1927

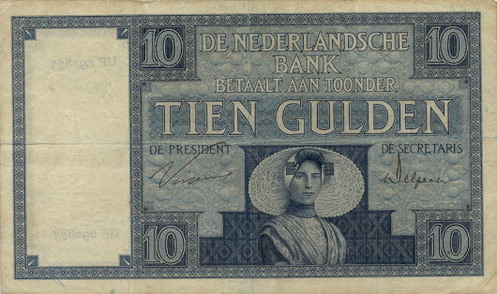
Bitllet de 10 florins de 1930

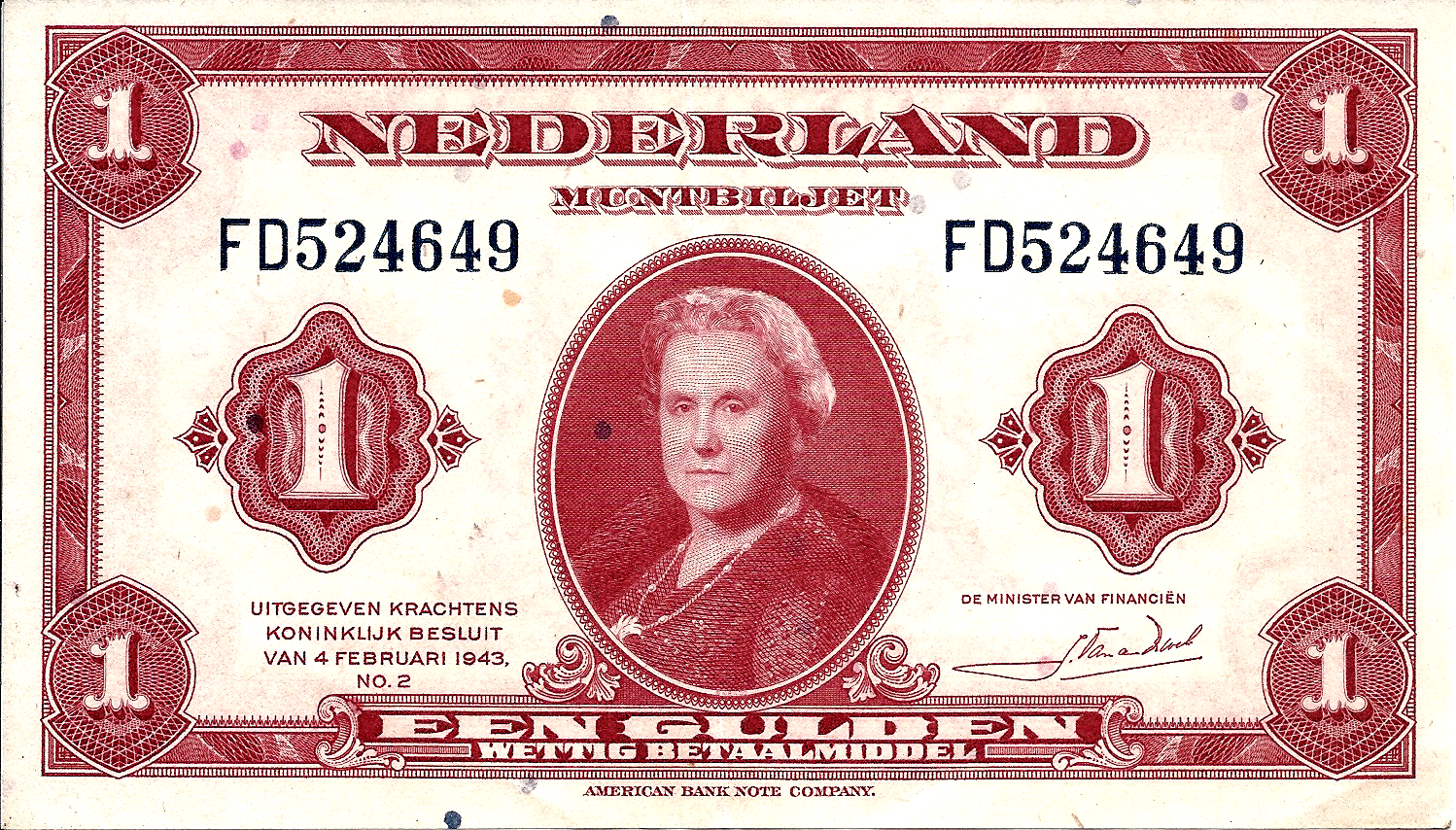
Bitllet de 1 florins de 1943

El florí neerlandès (en neerlandès Nederlandse gulden o, simplement, gulden) fou la moneda oficial dels Països Baixos abans de la introducció de l'euro el primer de gener del 1999 i fou retirat de la circulació el 28 de febrer del 2002. El florí encara s'utilitza a les Antilles Neerlandeses i a Aruba, dependències dels Països Baixos, tot i que són monedes diferents del florí neerlandès (vegeu florí de les Antilles Neerlandeses i florí d'Aruba). El 2004, el florí de Surinam fou substituït pel dòlar de Surinam.
La paraula gulden deriva de gouden o verguld ("daurat").
Es té constància de l'existència de florins neerlandesos des del 1279. La moneda fraccionària era el cèntim (cent). El codi ISO 4217 del florí neerlandès era NLG. El seu símbol era ƒ o fl. Era controlat pel Banc dels Països Baixos (De Nederlandsche Bank); l'institut d'emissió era la Reial Casa de la Moneda dels Països Baixos (Koninklijke Nederlandse Munt).
Amb l'entrada dels Països Baixos a la zona euro, la taxa de conversió fou de 2,20371 florins per euro.
A l'època del canvi a l'euro, el 2002, en circulaven monedes de 5, 10 i 25 cèntims i d'1, 2½ i 5 florins, i bitllets de 10, 25, 50, 100, 250 i 1.000 florins.